# قادر عبدالله
حسین سجادی قائم‌مقامی فراهانی (زاده ۱۳۳۳ اراک) مشهور با نام قادر عبدالله از نویسندگان ایرانی است او در سال ۱۹۸۸ میلادی به هلند مهاجرت کرده و پس از آموختن زبان هلندی در مدتی کوتاه، یکی از نویسندگان سرشناس هلند شده است. او یکی از نواده‌های میرزا ابوالقاسم قائم‌مقام فراهانی، سیاست‌مدار صاحب‌نام دوران قاجار و اهل هنر و ادبیات است. قادر عبدالله، ۳۲ سال است که در هلند زندگی می‌کند و به زبان هلندی می‌نویسد. آثار او به ۲۷ زبان ترجمه شده‌اند، تعدادی از آثار او از جمله رمان پیامبر بایگانی‌شده  در ۱۷ ژانویه ۲۰۱۷ توسط Wayback Machine و رمان خط میخی یادداشت‌های اکبرآقا با ترجمه فارسی در خارج از ایران منتشر شده‌اند. آثار وی بیشتر از کشور زادگاهش ایران و سرزمین محل زندگیش هلند می‌گویند. او در این باره گفته است: «من افکار ایرانیم رادر واژگان و مفاهیم هلندی خود می‌ریزم. من به متون هلندی‌ام رنگ، عطر و طعم ادبیات کهن فارسی می‌زنم.»

## برگزیدن نام مستعار
او نام مستعار «قادر عبدالله» را، که برگرفته از نام دو تن از دوستان کُردش که در همان سال‌ها اعدام شده بودند، برای خود برگزید. وی در این باره در مصاحبه با رادیو فردا نقل کرد:

همیشه دلم می‌خواست نویسنده بزرگ خوب ایرانی باشم، منتهی مشکلی داشتم و آن نام فامیل پدر پدربزرگم بود؛ میرزا ابوالقاسم قائم‌مقام فراهانی، یعنی هر چه می‌نوشتم باز او بزرگ‌تر بود. اگر نام خودرا می‌خواستم قائم مقام فراهانی بگذارم، همیشه آن قائم‌مقام فراهانی بزرگ‌تر بود. این مشکلی بود که همیشه داشتم و نمی‌دانستم چگونه آن را حل کنم. وقتی اولین کتاب من بیرون آمد، دنبال اسمی می‌گشتم و متأسفانه دو تا از دوستانم همان روزها اعدام شدند، یکی از آنها «قادر» بود و دیگری «عبدالله». فکر کردم که نام این دو نفر را کنار هم می‌گذارم و بعد می‌شوم «قادر عبدالله».

## فعالیت سیاسی و مهاجرت

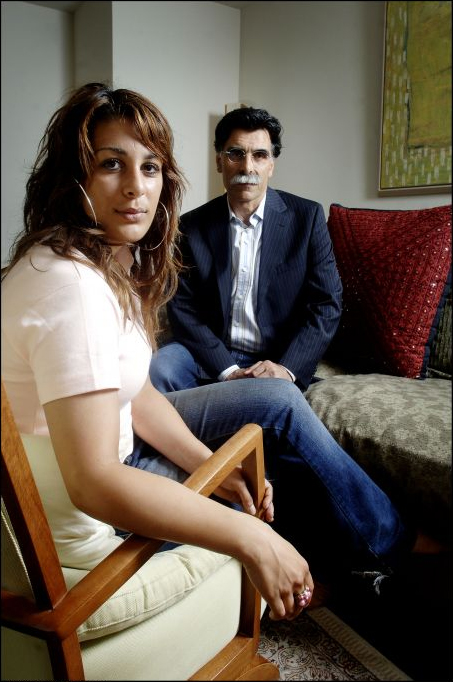
قادر عبدالله و دخترش بهار

قادر عبدالله نویسندگی را با نوشتن در روزنامه کار ارگان سازمان چریک‌های فدایی خلق ایران آغاز کرد و از او دو کتاب به زبان فارسی به نام «کردها چه می‌گویند؟» و «کردستان بعد از جنبش مقاومت» به‌صورت زیرزمینی در دههٔ ۶۰ در ایران منتشر شد. وی پس از اعدام پسر عمویش در سال ۱۳۶۷ ایران را به مقصد هلند ترک کرد.
قار عبدالله در حال حاضر ستون‌نویس یکی از قدیمی‌ترین و پرتیراژترین روزنامه‌های هلند، به نام فُلکس کرانت (Volkskrant) است.

## جوایز
وی از سال ۱۹۹۳ به این سو تاکنون ده کتاب ادبی به زبان هلندی نوشته و ۸ جایزه ادبی دریافت کرده است. اولین کتاب وی که در سال ۱۹۹۳ میلادی به زبان هلندی نوشته شد، جایزه «گدن ازلسو» را به همراه داشت و همین او را تشویق کرد تا مجموعه داستان‌های بعدی خودرا شروع کند. دختران و پارتیزان‌ها برای او جایزه «شارلوت کولر» را به ارمغان آورد و به این ترتیب بود که باعث شهرت بیشتر وی شد.
دریافت «مدال ملکه» به پاس تلاش به زبان هلندی، مدال شوالیه لژیون دونور فرانسه، دکترای افتخاری دانشگاه خرونینگن و جایزه بهترین کتاب خارجی سال ۲۰۰۹ در ایتالیا به خاطر رمان «خانه مسجد» از دیگر جوایز دریافت شده توسط او است.

## کتابشناسی قادر عبدالله
- به زبان فارسی:

- کردها چه می‌گویند (گزارش یک سفر در زمان جنگ)
- کردستان بعد از جنبش مقاومت (گزارش یک سفر)
- به زبان هلندی:

- داستان‌های بلند
- دختران و پارتیزان‌ها
- سفر بطری‌های خالی
- خط میخی
- چمدان
- باغچه‌ای در دریا
- میوه‌های خشک سوفیا
- پرتره‌ها و یک رؤیای قدیمی
- خانه‌ای در کنار مسجد (۲۰۰۵)
- پیامبر
- کلاغ
- پادشاه (۲۰۱۱)
- پرواز طوطی بر فراز اَیسل (۲۰۱۴)
- سلام اروپا (با الهام از سفرهای اروپایی پادشاهان قاجار) (۲۰۱۶)
- مجموعه داستان

- عقاب‌ها
- کاهوی دریایی و قاشق‌های آلیس
- مجموعه مقالات

- میرزا
- بیرون باتلاق‌ها
- کاروان
- ترجمه:

- کلیله و دمنه (ترجمه از پارسی به هلندی)
- لافکادیو (داستان برای نوجوانان، ترجمه از انگلیسی به هلندی) - نوشته شل سیلور استاین
- قرآن، یک ترجمه (به هلندی)